# Anoplohydrus aemulans
Anoplohydrus aemulans е вид влечуго от семейство Смокообразни (Colubridae).

## Разпространение
Видът е разпространен в Индонезия (Суматра).